# Enlèvement international d'enfant
L'expression « enlèvement international d'enfant » vient du droit international privé : elle renvoie au déplacement illégal d'un enfant depuis son domicile par une connaissance ou un membre de la famille vers un autre pays. Dans ce contexte, « illégal » signifie habituellement « en infraction au droit de garde » et le « domicile » est la résidence habituelle (en) de l'enfant. Ainsi que le laisse entendre « infraction au droit de garde », le phénomène des enlèvements internationaux d'enfants suppose un déplacement illicite qui suscite un conflit de lois ou un de juridictions où des autorités risquent d'émettre des ordonnances contradictoires sur la question du droit de garde, dont chacune ne possède qu'une application limitée sur le plan géographique. Cette situation affecte profondément l'accès et la relation d'un enfant avec la moitié de sa famille ; il risque d'oublier sa langue, sa culture, son nom et sa nationalité. L'enlèvement international d'enfant enfreint de nombreux droits de l'enfant et peut provoquer des traumatismes psychiques et affectifs graves tant pour l'enfant que pour la famille dont il est coupé.
Selon un préjugé courant, si l'enfant connaît déjà son ravisseur, alors il ne court aucun danger. Or, les répercussions négatives de ce type d'enlèvement, tant sur l'enfant que sur les familles, sont démontrées dans plusieurs analyses ; l'enlèvement parental constitue une forme d'aliénation parentale et de maltraitance sur mineur. La dimension internationale qui s'ajoute aux effets négatifs de l'enlèvement d'enfant aggrave les répercussions sur les enfants et leurs familles. Avec la facilité des voyages internationaux, qui facilite aussi les mariages internationaux, le nombre d'enlèvements internationaux d'enfants progresse également.

## Définition
L'enlèvement international d'enfant est le fait, pour un parent, de déplacer ou de retenir illégalement un mineur dans un autre pays que celui où l'enfant a sa résidence habituelle. Si ce pays est partie à la Convention du 25 octobre 1980 sur les aspects civils de l'enlèvement international d'enfants (qui s'applique au mineurs de moins de 16 ans), alors l'enfant est généralement renvoyé dans son pays d'origine.
Les juristes ont rencontré des difficultés pour caractériser et même nommer l'enlèvement international d'enfant, qui correspond à plusieurs synonymes. La Conférence de la Haye de droit international privé a établi cette expression dans la Convention du 25 octobre 1980 sur les aspects civils de l'enlèvement international d'enfants ; toutefois, le texte de la convention elle-même emploie les termes « déplacement ou non-retour illicites », « enfants déplacés ou retenus illicitement ». L'usage de cette expression s'est répandu dans le droit international.

## Internationalisation du droit de la famille
Dans tous les litiges de droit familial, il est nécessaire de déterminer quel système juridique appliquer. Cette question se complexifie quand des aspects ou des parties relèvent simultanément de plusieurs juridictions.
Les traités en vigueur sur le droit familial international reposent largement sur les notions de domicile et de nationalité. En Europe, Pasquale Mancini (en), homme politique italien, élabore ces notions au XIXe siècle ; Mancini estime que le statut personnel doit être régi pas la nationalité d'une personne. À la même période, aux États-Unis et en Amérique latine, le principe essentiel est que la juridiction relative aux affaires personnelles dépend du domicile qui, sur le continent américain, est acquis dès qu'une personne se déplacer vers une juridiction étrangère, même si l'intéressée n'a pas acquis la nationalité.
Depuis la fin du XVIIIe siècle jusqu'au début des années 1920, plusieurs initiatives s'efforcent de développer une série de traités internationaux régissant le droit des conflits internatiaux en Europe. Les traités reposant sur la nationalité pour déterminer la juridiction compétente n'ont jamais réussi à s'imposer ; ils ont reçu peu de signatures ou ils rencontraient des problèmes importants quand des pays des dénonçaient après les avoir signés. En parallèle, le système juridique sur le continent américain développait le Code Bustamante (en) de 1928 et les Conventions de Montevideo. Ces deux dernières conventions établissent la définition du « domicile » qui, en termes civils, repose sur la « résidence habituelle (en) ». Au milieu du XXe siècle, ces efforts pour créer des traités multilatéraux efficaces aboutissent à des conventions efficaces, comme la Convention sur le recouvrement des aliments à l'étranger (en) de 1956 rédigée sous l'égide des Nations unies et la Convention concernant la compétence des autorités et la loi applicable en matière de protection des mineurs (en) en 1961.
Cette convention de 1961 apporte une innovation terminologique en forgeant un compromis entre les tenants de la « nationalité » et ceux de la « résidence habituelle » comme facteur déterminant de la juridiction. En outre, cette convention s'appuie sur des innovations lexicales pour englober les autorités tant judiciaires qu'administratives en réaction à l'affaire Boll (en), où la Suède soutient que son droit public administratif  ne relève pas de la Convention du 12 juin 1902 pour régler la tutelle des mineurs (en). La convention de 1961 met en valeur « l'intérêt de l'enfant » comme fondement pour que les autorités de la nationalité que détient l'enfant aient préséance sur celles où l'enfant réside habituellement. Les rédacteurs de la convention de 1961 ont envisagé une clause concernant le déplacement de l'enfant depuis sa résidence habituelle dans l'intention de le soustraire à la juridiction légitime — surtout pour des motifs liés au droit de garde. Toutefois, cette première tentative de codifier l'enlèvement international d'enfant n'aboutit pas, en raison de l'impossiblité de parvenir à un accord sur la définition ou la formulation pour décrire ce phénomène : plusieurs pays se ralliant au principe de nationalité pour régir le droit applicable à l'enfant et sa famille n'avaient pas qualifié juridiquement comme frauduleux le fait que leurs ressortissants déplacent l'enfant depuis des pays tiers vers leur pays d'origine.
Dans les cas avérés d'enlèvement international d'enfant, ce manque d'une clause spécifique dans le traité de 1961 a conduit des pays à interpréter maintes fois le concept de « résidence habituelle » qui permette aux parents d'emmener un enfant à l'étranger puis d'obtenir immédiatement le statut de « résidence habituelle ». Cette formulation a provoqué le forum shopping et provoqué un effet d'encouragement pervers (en) à déplacer des enfants depuis leur résidence vers des juridictions étrangères afin de jouer avec les systèmes juridiques sur le droit de la famille et d'obtenir une ordonnance de garde plus favorable que celle qui aurait été émise dans le pays d'origine de l'enfant.
Dans les années 1970, ces carences suscitent un mouvement pour créer des conventions permettant la reconnaissance et l'application internationales des jugement, afin qu'il soit plus difficile aux parents d'obtenir un jugement favorable dans leurs propres pays d'origine. En outre, le Canada propose que la Conférence de la Haye de droit international privé travaille sur une convention pour régler la question du « kidnapping légal ». La Haye s'empare du sujet et, s'inspirant d'une proposition suisse qui avait été soumise au Conseil de l'Europe en 1976, établit un nouveau terme dans le droit familial international : l'enlèvement international d'enfant. Même si les juristes cernaient très bien le problème, régler le problème sur le plan pratique était d'une extrême complexité ; toutefois, la Suisse avançait une solution d'une élégante simplicité : pourquoi ne pas simplement rétablir le statu quo ante ?

### Convention du 25 octobre 1980 sur les aspects civils de l'enlèvement international d'enfants
En 1980, la Conférence de la Haye rédige une convention pour traiter le problème des enlèvements internationaux d'enfants : la  Convention du 25 octobre 1980 sur les aspects civils de l'enlèvement international d'enfants, souvent abrégée « convention de La Haye de 1980 ». L'idée, venue de Suisse, de rétablir le statu quo ante après un « déplacement illicite » ou une « rétention illicite » forme le cœur de cette convention. Selon la convention, il est possible de réclamer le retour d'un enfant déplacé ou retenu illicitement à condition que le plaignant bénéficie du droit de garde et si ce droit est « exercée effectivement » au moment de l'enlèvement. La notion d'exercice effectif appliquée au droit de garde constitue en elle-même une innovation terminologique. Si les conditions sont réunies, l'enfant doit être remis immédiatement, sauf circonstances exceptionnelles.
S'inspirant de la Convention du 18 mars 1970 sur l’obtention des preuves à l’étranger en matière civile ou commerciale (en) et de la Convention du 15 novembre 1965 relative à la signification et la notification à l’étranger des actes judiciaires et extrajudiciaires en matière civile ou commerciale (en), la convention sur l'enlèvement nécessite l'établissement d'une autorité centrale (en) unique dans chaque pays, dont la mission serait de gérer les communications avec les tribunaux nationaux, les organismes administratifs et les autorités centrales à l'étranger. En outre, chaque autorité centrale devait entreprendre « toutes les démarches nécessaires » pour assurer les objectifs du traité et coopérer avec les autres autorités centrales. Toutes ces nouvelles obligations soulignent la nécessité d'une coopération internationale entre États parties.

### Convention relative aux droits de l'enfant des Nations unies
La Convention relative aux droits de l'enfant, signée en 1989, reflète le consensus mondial croissant sur le fait que les enfants sont des sujets de droit et non de simples objets de droits ou de procédures protectrices. Cette convention inspire une réaction sans précédent : 187 pays la ratifient en sept ans, ce qui forme une base essentiel du droit international relatif aux enfants. L'article 11 impose explicitement aux États parties de lutter contre le transfert et la rétention illicites d'enfants et favoriser la conclusion d'accords bilatéraux ou multilatéraux ou la ratification d'accords existants ; l'article 35 précise : « Les États parties prennent toutes les mesures appropriées sur les plans national, bilatéral et multilatéral pour empêcher l'enlèvement, la vente ou la traite d'enfants à quelque fin que ce soit et sous quelque forme que ce soit ».

### Convention de La Haye concernant la compétence, la loi applicable, la reconnaissance, l'exécution et la coopération en matière de responsabilité parentale et de mesures de protection des enfants
La Convention de La Haye concernant la compétence, la loi applicable, la reconnaissance, l'exécution et la coopération en matière de responsabilité parentale et de mesures de protection des enfants, signée en 1996, est la troisième convention moderne de La Haye sur le droit familial international et il s'inscrit dans le sillage des conventions de 1980 et de 1993. D'une portée plus large que les deux conventions précédentes, cet instrument règle une série de mesures de droit civil relatives à la protection des enfants, y compris les ordonnances sur l'autorité parentale et les contacts, ainsi que des mesures publiques sur la protection ou la garde, des questions de représentation légale et la protection des biens des enfants.
Cette convention de 1996 présente des règles harmonisées pour déterminer quelles autorités nationales sont compétentes pour prendre les mesures nécessaires de protection. Elle établit aussi quel droit national est applicable et prévoit la reconnaissance et l'exécution des mesures adoptées par un État partie dans tous les autres États parties. Les clauses de coopération offrent un cadre de base aux échanges d'informations et à la coopération entre autorités administratives des États parties. Cette convention, qui reflète une insistance toujours plus appuyée sur la nécessité de coopération internationale, y consacre un chapitre entier.

## Effets sur la société, les familles et les enfants
Les répercussions négatives de l'enlèvement parental sur le bien-être de l'enfant conduisent à le qualifier de maltraitance sur mineur et de forme extrême d'aliénation parentale. Les enfants enlevés souffrent sur le plan psychique, voire physique, aux mains des parents qui les ont enlevés. Beaucoup des victimes entendent que leur autre parent est mort ou les a abandonnées. Déracinés de toute leur existence antérieure, y compris famille et amis, les enfants enlevés reçoivent souvent un nouveau nom, avec ordre de dissimuler leur ancienne identité et leur lieu d'origine. Les ravisseurs s'abstiennent en général de prononcer le nom du parent lésé et comptent sur les années pour balayer des questions difficiles, comme « quand pourrai-je revoir papa / maman ? ». Les enfants deviennent des otages et ils ne peuvent comprendre qu'un parent qui les aime réellement ne puisse pas découvrir leur lieu de résidence. L'enlèvement prive un enfant d'une part de sa mémoire, de son intimité, de ses valeurs et n'a aucune défense à y opposer.
Une analyse de 1982 liste certains effets délétères des enlèvements pour les enfants qui en sont victimes : dépression, perte de sens social, perte du sentiment de stabilité, de sécurité et de la confiance ; développement de peurs irraisonnées ; solitude ; colère ; désespoir ; perturbations dans la formation de l'identité ; peur de l'abandon. Plusieurs de ces effets relèvent du trouble réactionnel de l'attachement de l'enfance, du stress, de la peur de l'abandon, de l'impuissance apprise et du sentiment de culpabilité.
Les systèmes (au sens large) qui soutiennent le ravisseur peuvent faire partie du litige. Les personnes qui n'entendent qu'une seule version de l'enlèvement, parmi la famille, les amis et les professionnels, peuvent manquer d'objectivité. Ainsi, les inquiétudes protectrices exprimées par le parent abandonné peuvent être vues comme des critiques injustes ou une ingérence, ce qui empêche le parent victime de surmonter le traumatisme infligé à leur enfant enlevé.

## Justifications légales à l'enlèvement
Le droit international a généralement reconnu que certaines circonstances graves rendent l'enlèvement d'un enfant nécessaire ou justifiée. La Convention du 12 juin 1902 pour régler la tutelle des mineurs (en) a limité cette possibilité uniquement aux situations d'urgence. À partir de la Déclaration des droits de l'enfant en 1924 et en 1959, un mouvement à l'échelle internationale et nationale bascule progressivement : l'autorité parentale diminue au bénéfice de la protection de l'enfance, même contre les parents naturels. Ce principe annonce la future Convention relative aux droits de l'enfant des Nations unies, signée en 1989, et conduit à prévoir des circonstances exceptionnelles dans l'article 13 de la Convention sur l'enlèvement, qui prévoit que le déplacement des enfants n'est pas considéré comme un enlèvement et autorise les enfants à demeurer dans leur nouveau pays,.

« Article 13.

L'autorité judiciaire ou administrative de l'Etat requis n'est pas tenue d'ordonner le retour de l'enfant, lorsque la personne, l'institution ou l'organisme qui s'oppose à son retour établit :

b) qu'il existe un risque grave que le retour de l'enfant ne l'expose à un danger physique ou psychique, ou de toute autre manière ne le place dans une situation intolérable. »

### Violences familiales

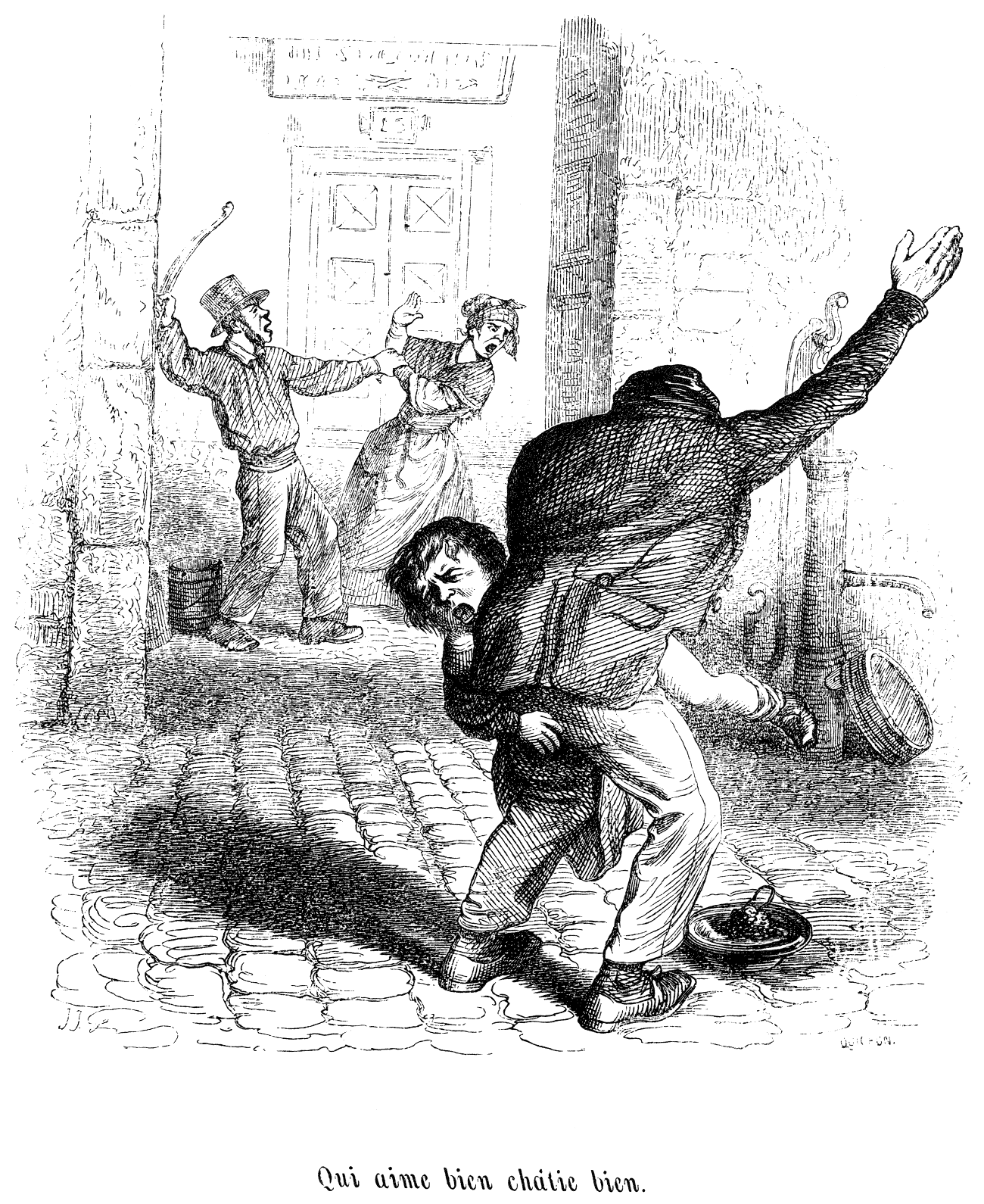
Exemple de violence familiale.

Au moment de la rédaction de la Convention sur l'enlèvement, la violence familiale n'est nulle part considérée explicitement comme un moyen de défense affirmative (en) à l'enlèvement, même si ce principe peut être invoqué conformément à l'article 13 s'il « existe un risque grave que le retour de l'enfant ne l'expose à un danger physique ou psychique, ou de toute autre manière ne le place dans une situation intolérable ». L'article 13 repose sur l'idée que le personne qui s'occupe de l'enfant (le tuteur) pourrait l'enlever, même en l'absence de droit de garde, en cas de violence familiale. Au moment de la rédaction de la convention, les lois sur la garde partagée étaient encore rares. En général, un même parent était à la fois tuteur et gardien de l'enfant, tandis que l'autre parent disposait d'un droit de visite. L'évolution des lois en faveur de la garde partagée confère aux deux parents le rôle de tuteur et, par extension, le droit de demander le retour de l'enfant déplacé illégalement depuis sa résidence habituelle. Les rédacteurs de la convention n'ont pas tenu compte des évolutions légales sur la résidence alternée et la garde partagée et en outre, selon Merle H. Weiner, ces rédacteurs ont pris peu de mesures concernant la motivation à l'enlèvement d'enfant, estimant que tout enlèvement est forcément préjudiciable à ce dernier ; or, le tuteur principal d'un enfant peut éventuellement fuir avec lui pour le protéger ou se protéger d'une situation familiale dangereuse.